# Râul Balaura
Râul Balaura este un curs de apă, afluent al râului Olteț. Se formează la confluența brațelor Balaura Mare și Balaura Mică